# 安藤直清
安藤 直清（あんどう なおきよ）は、江戸時代前期の紀伊国田辺藩4代藩主（紀州藩附家老）。通称は彦兵衛。官位は従五位下・帯刀。

## 生涯
寛永10年（1633年）11月11日、旗本・安藤直政（藩祖・安藤直次の長男・重能の娘婿）の長男として武蔵国にて誕生。幼名は半兵衛。承応3年（1654年）7月21日、4代将軍・徳川家綱に拝謁し、先代の安藤義門の死去により同年11月11日に家督を相続する。明暦元年（1655年）12月30日、従五位下、帯刀に叙任。
元禄5年（1692年）3月15日、紀伊で死去した。墓所は和歌山県和歌山市の崇賢寺。跡を三男・直名が継いだ。

## 系譜
- 父：安藤直政
- 母：不詳
- 養父：安藤義門（1636-1654）
- 正室：理性院 - 三浦為時の次女
- 生母不明の子女
  - 男子：安藤直格
  - 男子：万三郎
  - 三男：安藤直名（1680-1708）
  - 四男：安藤陳武（1688-1717） - 安藤直名の養子
  - 男子：安藤直達
  - 女子： - 早世
  - 女子： - 早世
  - 女子： - 早世